# Les Dépossédés (roman, 1974)
Pour les articles homonymes, voir Les Dépossédés.
Les Dépossédés (titre original : The Dispossessed) est un roman de science-fiction écrit par Ursula K. Le Guin, publié en 1974 puis traduit en français et publié en 1975. Il fait partie du Cycle de l'Ékumen. La même année est publiée la nouvelle À la veille de la Révolution qui se situe avant l'histoire du roman.
Qualifié par son auteure d'« utopie ambiguë », ce roman décrit la vie des habitants d'Anarres, un monde fondé sur les principes du communisme libertaire et ceux de son pendant capitaliste sur Urras à travers l'histoire d'un physicien, Shevek. L'idéologie politique anarchiste qui sous-tend l'œuvre a été inspirée par les écrits de Kropotkine, Murray Bookchin et Paul Goodman.
Les Dépossédés a remporté les prix Hugo 1975, Nebula 1974 et Locus 1975.

## Résumé
L'histoire se déroule sur la planète Urras et sa lune Anarres (ou sur Anarres et sa lune Urras)[Ce passage est incohérent]. L'ensemble est décrit comme un système de planètes jumelles orbitant autour de l'étoile Tau Ceti. La population des deux planètes est appelée « cétienne » par l'Ékumen. Les Cétiens présentent la particularité d'être très velus : leur corps est entièrement couvert d'un duvet dense.
Afin d'empêcher une rébellion des ouvriers anarcho-syndicalistes (menés par une femme nommée Odo, décédée depuis, mais dont les réflexions animent le livre), les principaux états urrasti ont donné Anarres et une garantie de non-ingérence aux révolutionnaires odoniens, approximativement 200 ans avant les évènements décrits dans Les Dépossédés.
Shevek, le personnage principal, est un physicien anarresti cherchant à développer une théorie temporelle générale. Pour la science physique cétienne, le temps est doté d'une structure beaucoup plus complexe et profonde que nous ne l'envisageons. Les physiciens cétiens utilisent les mathématiques et ce que nous appelons la physique, mais également la philosophie et l'éthique. L'exposé des théories se mêle au déroulement du livre, décrivant non seulement des concepts physiques abstraits, mais aussi les évolutions des vies des personnages, ainsi que la transformation de la société annaresti.
La société d'Annares ne connaît, en théorie, ni gouvernement ni institutions autoritaires coercitives. Pourtant, Shevek commence à se heurter à des murs bien réels lorsque ses idées commencent à dévier des opinions majoritaires de ses compatriotes et de ses collègues scientifiques. Graduellement il comprend que la révolution qui a créé son monde stagne et que des structures de pouvoir commencent à exister là où il ne devrait y en avoir aucune. Il entreprend donc le voyage risqué vers la planète originale, Urras, cherchant à ouvrir le dialogue « inter-cétien » et à diffuser librement ses théories à l'extérieur d'Annares. Le roman détaille ses luttes sur Urras et sur son monde natal, Anarres.

## Analyse
« Les Dépossédés a débuté par une très mauvaise nouvelle, que je n'ai pas terminée sans pour autant vouloir l'abandonner. Je savais qu'il y avait là matière à faire un livre, mais il a d'abord fallu que je comprenne ce sur quoi j'écrivais, et apprendre comment l'écrire. Je devais comprendre ma propre opposition farouche à la guerre sans fin, semble-t-il, que nous menions au Viêt Nam, et contre laquelle nous manifestions sans fin également. Si j’avais su que mon pays continuerait à mener des guerres d'agression pour le reste de ma vie, j'aurais peut-être eu moins d'énergie pour m'engager contre celle-là. Mais je savais que je ne voulais plus étudier la guerre, alors j'ai étudié la paix. J'ai commencé par lire tout un tas d'utopies qui m'ont appris deux-trois choses sur le pacifisme, Gandhi et la résistance non violente. Ces lectures m'ont conduite aux écrivains anarchistes non-violents tels que Pierre Kropotkine et Paul Goodman. Je me suis immédiatement sentie très proche d'eux. Tout comme Lao Tseu, ils me permettaient de donner du sens aux choses. Ils m'ont permis de réfléchir à la guerre, à la paix, à la politique, à la façon dont nous nous gouvernons nous-mêmes et les uns les autres, la valeur de l'échec et la force de ce qui est faible.
Quand je me suis rendue compte que personne n'avait encore écrit d'utopie anarchiste, j'ai enfin commencé à percevoir ce que pourrait être mon livre. Et j'ai découvert que son personnage principal, aperçu pour la première fois dans la nouvelle avortée, était bel et bien vivant : mon guide pour Anarres. »

— Ursula K. Le Guin, introduction à The Hainish Novels & Stories, Vol. I, 2016.

### Deux mondes qui s'opposent
Les Dépossédés met en scène la rencontre de la société libertaire installée sur le satellite Anarres, et du pays capitaliste installé sur la planète Urras. On peut y voir l'application de l'idée taoïste du yin-yang : les deux pôles s'opposent tout en se complétant.

#### Urras
Urras est un monde riche, aux ressources naturelles abondantes, perçue comme un paradis par les Terriens, dont la planète est une ruine,. Urras est gouvernée par un système capitaliste garantissant les profits et la propriété. L'État est centralisé, la police permet de maintenir l'ordre. Le chauvinisme et le racisme conduisent à un état de guerre quasi-permanent, et la richesse des élites repose sur l'exploitation de la classe ouvrière. Un certain nombre des caractéristiques de ce monde rappelle nos sociétés occidentales.

#### Anarres
Anarres est un monde aride et rude. Elle est le lieu d'une utopie réelle, fondée par l'urrasti Odo à partir de ses écrits, prônant autonomie et responsabilité individuelle, dans un esprit anarchiste et libertaire,.
Ainsi, par exemple, les enfants sont élevés au sein de communautés et non dans des familles : les mots correspondant à « père » et « mère » ne désignent pas forcément les parents biologiques. La langue efface donc l'idée de propriété que peut sous-entendre la relation parent-enfant. La binarité des genres reste quant à elle inchangée.

### Une utopie ambigüe
Chacun des habitants des mondes pense vivre dans une utopie, tout en percevant l'autre comme un enfer. Cependant, au fur et à mesure de l'avancée du roman, les deux catégories gagnent en complexité, renvoyant au sous-titre original du roman : « une utopie ambigüe »,.
Dans les faits, Anarres n'est pas l'utopie que sa fondatrice rêvait,. Au fil de leur réflexion, les personnages réalisent que leur idéal de liberté n'est pas tout à fait atteint : « nous avons fait des lois, des lois de comportement conventionnel, nous avons construit des murs tout autour de nous-mêmes, et nous ne pouvons pas les voir parce qu'ils font partie de notre pensée ». On peut ainsi considérer que les Anarrestis ont un rapport religieux à leurs préceptes, et qu'ils vouent une forme de culte à la fondatrice Odo. De même, tout comme sur Urras, les humains peuvent être « étranglés par la jalousie, le désir de puissance, la peur du changement », tandis que l'opinion publique « règle la société Odonienne en étouffant l'esprit individuel ». L'anarchisme y est de plus guetté par la bureaucratie.
Shevek, qui tente autant que possible d'être fidèle aux idéaux anarchistes d'Anarres, se retrouve en lutte contre cette société qui prétend défendre ces mêmes idées,.

### La question de la langue
Ursula K. Le Guin construit les rapports entre les deux peuples comme une anthropologue, et met notamment en scène l'hypothèse de Sapir-Whorf, qui veut que la perception du monde dépend de la construction de la langue qu'on utilise. Ainsi, il existe plusieurs langues dans Les Dépossédés :
- le pravique, une langue construite, créée avec l'assistance d'ordinateurs, employée sur Anarres ;
- le iotique, la langue de A-Io, pays d'Urras où se rend Shevek ;
- le niotique, un dérivé du iotique parlé par le peuple.

Le Guin se penche particulièrement sur le pravique, langue crée pour porter les idées des révolutionnaires d'Anarres. Ainsi, cette langue proscrit l'usage des pronoms, sauf pour marquer une insistance,. Les locuteurs utilisent alors souvent des périphrases : la fille de Shevek lui propose d'utiliser « le mouchoir que j'utilise », plutôt que de parler de « mon mouchoir » ; on préfère dire « la mère » plutôt que « ma mère », ou « j'utilise celui-ci et tu utilises celui-là » plutôt que « celui-ci est le mien et celui-là le tien ». Cet usage est enseigné aux enfants, dans une forme d'endoctrinement,. La langue n'a pas de mot pour dire d'une façon formelle « monsieur » ou « madame » ; à la place les Anarrestis utilisent « ammar », qui se rapproche de l'idée de frère ou de sœur, équivalent au mot « camarade » de l'époque soviétique. Les connotations des mots ont aussi leur importance : en pravique, le mot pour « travail » veut également dire « jeu », de façon que les locuteurs associent les deux concepts, idée qui n'est pas sans rappeler la novlangue de 1984.
On voit donc que même si Anarres est un pays libertaire, sa langue est conçue d'une manière autoritaire et centralisée, ce qui accentue la satire du roman.

### Construction du roman
Le roman fait alterner deux récits. Le premier commence par le voyage d'Anarres vers Urras, et le second raconte la vie de Shevek avant ce premier voyage. Les deux récits explorent donc à la fois le passé et futur de Shevek, et forment une sorte de boucle,.
La nouvelle À la veille de la Révolution, parue en août 1974, constitue un prologue du roman : elle met en scène Odo juste avant sa révolution, entrainant la création de la société anarchiste sur Anarres,.

## Classique de la science-fiction
Ce roman est considéré comme un grand classique de la science-fiction dans les ouvrages de références suivants :
- Denis Guiot, La Science-fiction, Massin, coll. « Le monde de... », 1987 ;
- Enquête du fanzine Carnage mondain auprès de ses lecteurs, 1989 ;
- Lorris Murail, Les Maîtres de la science-fiction, Bordas, coll. « Compacts », 1993 ;
- Stan Barets, Le Science-fictionnaire, Denoël, coll. « Présence du futur », 1994.